# Osman Arnautović
Osman Arnautović (Bijeljina, 16. svibnja 1948. – Bruxelles, 18. rujna 2016.), bosanskohercegovački prevoditelj i pisac te profesor u gimnaziji.
Osnovnu školu i gimnaziju je završio u rodnom gradu, a francuski i latinski jezik s književnošću na Filozofskom fakultetu u Sarajevu. Nakon posljednjeg rata živio je u Tuzli a zatim u Bruxellesu gdje je i umro. Tu je radio kao sudski prevoditelj.
Napisao je:
- «Katil» (2002.)
- «Kamen na duši» (2003.)
- «Tmina svjetlosti» (2004.) (zbirka novela)
- «Ténèbres de la lumière» (2004.) (zbirka novela na francuskom jeziku)
- «Srebrenica city» (2007.) (roman)
- «Ukleta čaršija», (2008.) (roman)
- «Dosije Pataren», (2009.) (roman)
- «Katil-drugo izdanje», (2010.) (roman)
- «Skalpel», (2011,) (roman)
- «Kama i Sutra», (2013,) (roman)
- «Justinina Tajna», (2014,) (roman)
- «Mržnja», (2015,) (roman)

Autor je aktualnog udžbenika «Latinski jezik za prvi i drugi razred srednjih škola» u izdanju «Svjetlost» Sarajevo.

## Preveo na bosanski jezik
- Jacques de Decker: «Kitov trbuh» (roman)
- Amélie Nothomb: «Higijena ubice» (roman)
- Jacques de Decker: «Parče nedjelje» (kazališni komad)
- Liliane Wouters: «Dnevnik pisca» (poema)
- Michel Lambert: «Ništa zloćudno» (novele)
- Daniel Pennac : «Školski jadi» (roman)